# John Beaton
John Beaton (Motherwell, 9 gennaio 1982) è un arbitro di calcio scozzese.

## Carriera
Ha cominciato ad arbitrare nel 2001. Nel 2005 viene inserito nelle liste dell'Federazione calcistica della Scozia. Dirige alcune partite di qualificazione al Campionato mondiale di calcio Under-17 2009 e la finale della Scottish Junior Cup. Nel 2012 viene inserito nelle liste UEFA: il 5 luglio 2012 esordisce in Europa League dirigendo Elsborg-Floriana.
Dal 2010 è anche arbitro della FIFA: esordisce come quarto ufficiale nell'incontro Romania-Paesi Bassi, valido per le Qualificazioni al campionato mondiale di calcio 2014.
Nel maggio 2015 dirige il derby di Riad della Saudi Professional League, tra Al-Hilal e Al-Nassr nella Saudi Professional League, dove il giocatore Salem Al-Dawsari ha minacciato di colpirlo con una testata dopo che una decisione è stata presa a favore degli avversari.